# Pilea spinulosa
Pilea spinulosa es una especie de planta del género Pilea, perteneciente a la familia Urticaceae.

## Taxonomía
Pilea spinulosa fue descrita por Chia Jui Chen en 1982.

## Distribución
Se encuentra en el territorio sudeste de China, Hainan y Vietnam.